# 榊原爽
榊原爽（日语：／，1999年8月23日—），澳大利亚女子自行车运动员，2023年大洋洲小轮车竞速锦标赛女子精英组金牌得主、2024年夏季奥林匹克运动会女子小轮车竞速金牌得主。